# ATP Challenger Nashville
Der ATP Challenger Nashville (offiziell: Music City Challenger) war ein Tennisturnier, das zwischen 2004 und 2008 in Nashville, Tennessee, stattfand. Es gehörte zur ATP Challenger Tour und wurde in der Halle auf Hartplatz gespielt. Bobby Reynolds ist mit je einem Titel im Einzel und Doppel der einzige mehrfache Titelträger.

## Liste der Sieger

### Einzel
| Jahr | Sieger           | Finalgegner      | Ergebnis       |
| ---- | ---------------- | ---------------- | -------------- |
| 2008 | Robert Kendrick  | Somdev Devvarman | 6:3, 7:5       |
| 2007 | Jesse Levine     | Alex Kuznetsov   | 3:6, 6:2, 7:65 |
| 2006 | Robin Haase      | Kristian Pless   | 7:69, 6:3      |
| 2005 | Bobby Reynolds   | Ramón Delgado    | 6:4, 6:4       |
| 2004 | Justin Gimelstob | Amer Delić       | 7:63, 7:64     |

### Doppel
| Jahr | Sieger                          | Finalgegner                       | Ergebnis           |
| ---- | ------------------------------- | --------------------------------- | ------------------ |
| 2008 | Carsten Ball Travis Rettenmaier | Harsh Mankad Ashutosh Singh       | 6:4, 7:5           |
| 2007 | Rajeev Ram Bobby Reynolds       | Ashley Fisher Stephen Huss        | 6:74, 6:3, [12:10] |
| 2006 | Scott Lipsky David Martin       | Rik De Voest Eric Nunez           | 6:77, 6:4, [10:6]  |
| 2005 | Ilija Bozoljac Brian Wilson     | Santiago González Diego Hartfield | 7:66, 6:4          |
| 2004 | Jason Marshall Travis Parrott   | Cecil Mamiit Danai Udomchoke      | 6:3, 6:4           |